# Чавдар (Грчка)
Чавдар (грч. Ψωμοτόπι, Псомотопи) је насељено место у општини Доња Џумаја у периферији Средишња Македонија, Грчка. Према попису из 2021. године било је 95 становника.
Према бугарском географу и историчару, Василу Канчову, у Чавдару је 1900. године живело 210 Словена хришћана. Током Другог балканског рата село је настрадало а становништво је протерано у Бугарску. Године 1924. насељено је 39 грчких избегличких породица, којих је на попису из 1928. године било 187.